# Малое Кузьмино
Малое Кузьмино — село в Ардатовском районе. Входит в Куракинское сельское поселение.

## Название
Название фамильно-именного происхождения. Определение «Малое» указывает на то, что село основано переселенцами из с. Большое Кузьмино, названного в честь первопоселенца Кузьмы Фёдоровича Хрипунова.

## География
Расположено на р. Мене, в 22 км от районного центра и 38 км от железнодорожной станции Ардатов.

## История
Возникло село в XVIII веке. Сельчане принимали участие в крестьянской войне под предводительством Е. И. Пугачёва, около села действовал повстанческий отряд, который возглавлял Фёдор Афанасьев.
В «Списке населённых мест Симбирской губернии» (1863) Малое Кузьмино (Кузминка) — деревня владельческая из 61 двора (469 чел.) Ардатовского уезда.
Из «Списка населённых мест Симбирской губернии» (1884) известно, что в Малом Кузьмино было 93 двора (504 чел.)
Первая российская революция затронула и Малое Кузьмино — в 1905 году местные крестьяне подняли восстание против князя Куракина А. А. До 1861 г. крестьяне данной деревни принадлежали к разряду крепостных. Однако, после отмены крепостного права мало что изменилось. Крестьяне Малой Кузьминки были освобождены по дарственному наделу, который был так мал, что прокормиться на этом наделе было никак невозможно. Всей земли на одну ревизскую душу приходилось 0,75 дес., включая и усадебную землю. Не имея других, кроме хлебопашества, заработков, крестьяне вынуждены были снимать в аренду земли у князя Куракина, платя ему по 25 рублей за десятину, без права пастьбы скота по сжатии хлеба. Наряду с арендой за деньги широко были распространены и отработки. Так, например, крестьяне за сдачу им 1 десятины луговых угодий отрабатывали Куракину 1,5 десятины.  
В начале апреля крестьяне Малой Кузьминки после своего схода явились в контору имения и потребовали, чтобы увеличило количество арендуемой ими земли, отрезав её от экономических полей. В противном случае они угрожали запахать её в необходимом количестве самовольно. Кроме того крестьяне потребовали даровое пастбище для скота. Попытки управляющего уговорить крестьян не дали результата. Для ликвидации беспорядков в Ардатовский уезд прибыл непременный член губернского присутствия Мотовилов, который 23 апреля вместе с уездным исправником собрал сход всех крестьян. Мотовилов указал на незаконные действия крестьян и предупредил, что в случае проявления насилия или сопротивления власти со стороны крестьян против них будут применены меры, вплоть до вызова войск. Крестьяне обещали не доводить дело до принятия против них особых мер.
Однако уже 25 апреля крестьяне разбили окна в квартире конторщика, подожгли баню в усадьбе помещика Куракина и самовольно стали пасти свой скот на его лугах. Крестьянское движение возглавили 4 местных жителя: Уляхин Григорий, Сарапкин Василий, Бакунов Николай, Козин Михаил. Попытки уездного исправника, приехавшего 4 мая в Кузьминку, успокоить крестьян не привели к успеху.
К волнениям против Куракина присоединились крестьяне соседней деревни Олевки и села Куракина. В ночь на 11 мая они вместе с крестьянами Малой Кузьминки сожгли всю солому, молотильный сарай с земледельческими машинами и все конюшни князя Куракина.
16 мая в Ардатовский уезд выехал сам губернатор Симбирской губернии. Приехав в деревню Малую Кузьминку, он собрал сход, где пригрозил крестьянам, что если они не прекратят поджоги в имении и выпас скота на лугах Куракина, то он, согласно приказу министра внутренних дел, вызовет в Кузьминку казаков. Это и было сделано – 15 июня 75 казаков во главе с исправником въехали в Малое Кузьмино. Были арестованы 4 крестьянина, которые являлись руководителями движения. На другой день крестьяне всем обществом пришли в город Ардатов, требуя освобождения арестованных. Но арестованные были уже отправлены в Симбирск. Казаки же пробыли в Малой Кузьминке весь летний период и отозваны были только в конце августа.

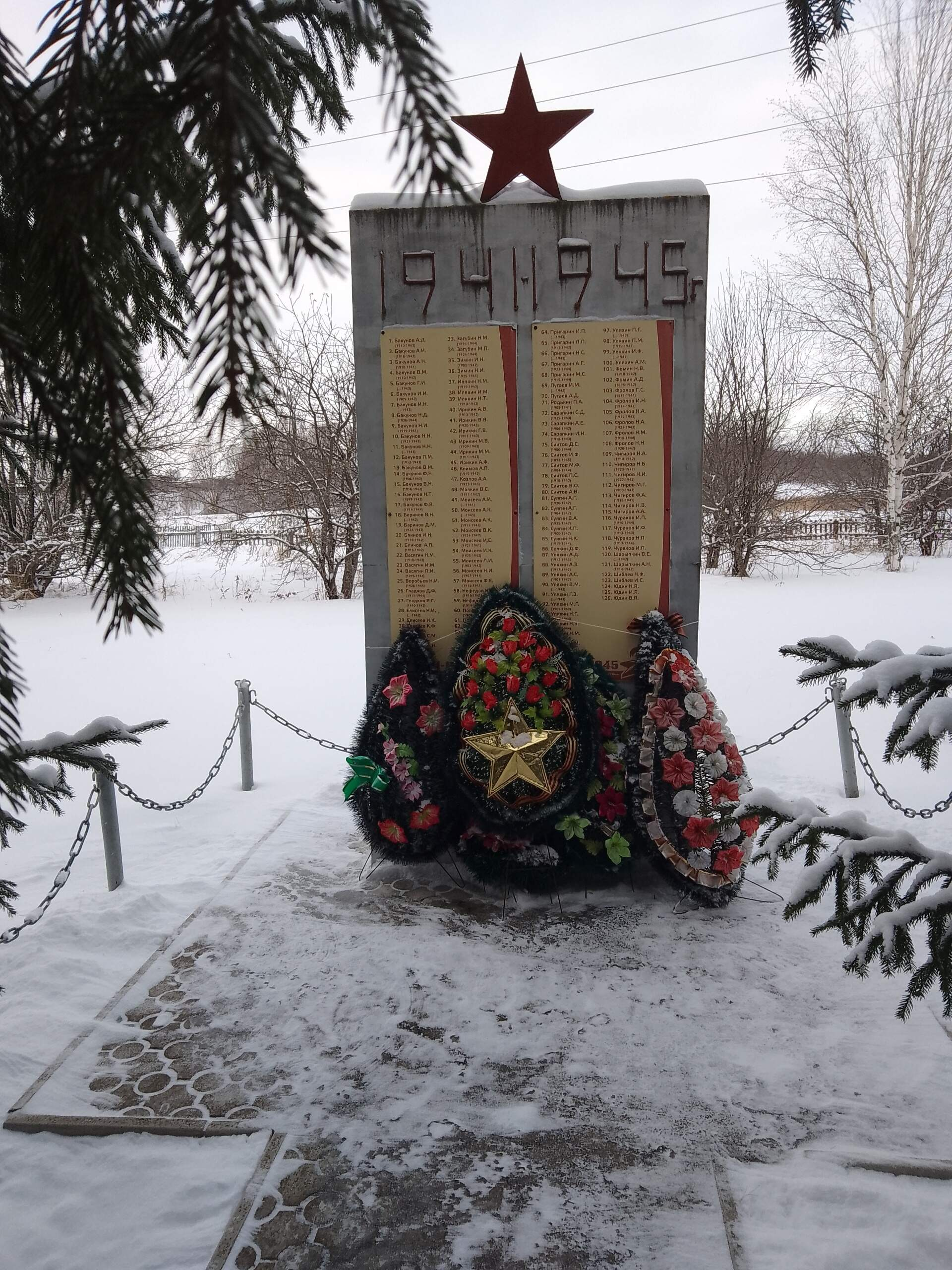
Памятник жителям Малого Кузьмина, погибшим в ВОВ.

В 1913 году Малое Кузьмино (Горки) насчитывало 115 дворов (790 чел.).
Согласно «Списку населённых пунктов Средне-Волжского края» (1931), Малое Кузьмино — деревня из 205 дворов (1121 чел.).
В 1929 году был образован колхоз «Красный Восток», впоследствии укрупненный, с 1997 года — СХПК.
На полях сражений с захватчиком в годы Великой Отечественной войны погибли 126 жителей Малого Кузьмина. 
Согласно переписи населения 2021 года в Малом Кузьмино проживало 182 человека.

## Население
| 1863 | 1913 | 1931  | 2001 | 2002 | 2010 |
| ---- | ---- | ----- | ---- | ---- | ---- |
| 469  | ↗790 | ↗1121 | ↘272 | ↘250 | ↘230 |

Национальный состав — преимущественно русские.

## Инфраструктура
Дом культуры, медпункт, библиотека.

## Люди, связанные с селом
Малое Кузьмино — родина заслуженного работника народного образования МАССР А. Н. Щёткиной.